# Кузнецк
Кузнецк (на руски: Кузнецк) е град в Русия, разположен в градски окръг Кузнецк, Пензенска област. Населението му към 1 януари 2018 година е 82 276 души.

## История
Градът е основан през 1699 г. от приближения до Петър I дворянин В.Ф. Наришкин под името Труйово, на брега на едноименната река Труйов (приток на река Сура), на около 120 км източно от град Пенза. По-късно селището започва да се нарича Наришкино. Според документите от преброяването през 1717 – 1718 г. в Норишкино са налице 185 домакинства на местни жители и 103 домакинства на преселници. Благоприятните природни и географски условия допринасят за бързо развитие на занаятите – кожарство, обущарство, ковашки занаяти, изработване на изделия за конски впряг и др. Населението нараства бързо, разраства се търговията и обмена на стоки, редовно се провеждат панаири. През ноември 1780 г. с указ на Екатерина II Наришкино се преименува на град Кузнецк, център на едноименна област в рамките на Саратовската губерния. След превръщането на града в областен център на база на занаятчийските традиции силно се развива промишлеността – създадени са завод за обработка на кожи и желязо-леярна компания.
След 1874 г. през Кузнецк преминава Моршанско-Сизранската железопътната линия, която през 1890 г. е включена в Сизрано-Вяземската линия. Първоначално гарата на Кузнецк представлява малка дървена сграда, но в периода преди и по време на Първата световна война е изградена каменна сграда, която съществува и до днес. Към края на XIX век в Кузнецк живеят 17 000 души, съществуват 63 кожарски фабрики, 6 маслобойни, една желязо-леярна фабрика и други предприятия. На територията на града функционират 6 църкви, три параклиса, една джамия и над дузина питейни заведения. На 18 януари 1918 г. в Кузнецк е установена съветската власт. От 1928 г. Кузнецк е център на едновременно на Кузнецки регион и Кузнецки окръг в рамките на Средноволжката област. През месец септември 1933 г. е пусната в експлоатация Топлоелектрическа централа (ТЕЦ „Кузнецк“) с обща мощност 2000 киловата, а в средата на 1930-те е основана обувна фабрика.
С указ на Президиума на Върховния съвет на СССР от 8 февруари 1939 г. град Кузнецк е отделен като самостоятелна административна единица в състава на възстановената Пензенска област. Градът дава своя принос за победата на СССР във Втората световна война (Великата отечествена война 1941 – 45 г.). Около 12 хил. войници и сержанти и над хиляда офицери от Кузнецк се сражават с врага, като над 6 хил. от тях впоследствие получават отличия – ордени и медали за участието си във войната, а шестима кузнечани стават Герои на Съветския съюз. В града са сформирани 354-та пехотна дивизия, 76-и регион на полеви укрепления и 10-а армия начело с генерал-лейтенант Голиков. На територията на Кузнецк са дислоцирани бойни единици и са евакуирани четири болници. Редица предприятия снабдяват тила с дрехи, обувки, боеприпаси, оръжия и военно оборудване. По време на войната в Кузнецк са евакуирани голям брой машиностроителни предприятия, което спомага за следвоенното развитие на този вид индустрия в града.
През 1980 г. заради успехите, постигнати в стопанското и социално развитие, както и във връзка с 200-годишнината от обявяването на Кузнецк за областен център, градът е награден с почетен орден на СССР. През 1999 г. градът официално обявява датата на своето основаване –7 февруари 1699 г., денят на откриването на първата църква в селището Труйово, и отбелязва с шумни празненства своята 300-а годишнина. На 15 февруари със заповед на Главнокомандващия на Военноморския флот на Русия, с цел военно-патриотическо възпитание на личния състав на Военноморския флот и укрепване на връзката на военните моряци с жителите на град Кузнецк, на ракетния катер 411 „Р-129“, №204 от Балтийския флот се присъжда името „Кузнецк“. Днес град Кузнецк е вторият по значимост индустриален и културен център на Пензенска област.

## Икономика

### Промишленост
Кузнецк е вторият по големина промишлен център в Пензенска област. Градът произвежда повече от 20% от цялата промишлена продукция на областта, като 90 % от производството на големите и средни предприятия в града се пада на промишления отрасъл. Исторически погледнато, Кузнецкият край винаги е бил известен със своята машиностроителна, обувна, текстилна и мебелна промишленост. Дори на фона на икономическите сътресения от 90-те години на миналия век градът успява да запази промишления си потенциал. По предварителни данни, през 2012 г. делът на промишленото производство в брутния продукт на региона е повече от 24%, а делът на данъците и таксите, получени в бюджета от страна на промишлените предприятия достига 36,7%. Предвид значението на индустриалния комплекс в икономиката на града и неговата важна роля за формирането на бюджета на Кузнецк, общинската администрация обръща особено внимание за промишленото развитие на региона.